# كمال ميلر
كمال ميلر (بالإنجليزية: Kamal Miller) هو لاعب كرة قدم كندي، ولد في 16 مايو 1997 في سكاربورو، تورنتو في كندا. شارك مع منتخب كندا تحت 20 سنة لكرة القدم. أما مع النوادي، فقد لعب مع أورلاندو سيتي.

## وصلات خارجية
- كمال ميلر على موقع الدوري الأمريكي (الإنجليزية)
- كمال ميلر على موقع قاعدة بيانات كرة القدم.إي يو (الإنجليزية)
- كمال ميلر على موقع ناشيونال فوتبول تيمز (الإنجليزية)
- كمال ميلر على موقع Soccerbase.com (لاعب) (الإنجليزية)
- كمال ميلر على موقع Soccerway.com (الإنجليزية)
- كمال ميلر على موقع عالم كرة القدم.نت (الإنجليزية)